# Nico Fidenco
Nico Fidenco, właśc. Domenico Colarossi (ur. 24 stycznia 1933 w Rzymie, zm. 19 listopada 2022 tamże) – włoski piosenkarz i kompozytor, znany z przebojów „What a Sky” (1. miejsce na włoskiej liście przebojów w grudniu 1960 i 9. miejsce na liście najlepiej sprzedawanych singli we Włoszech w tym samym roku) i „Il Mondo di Suzie Wong” (1. miejsce na włoskiej liście przebojów i 2. miejsce na liście najlepiej sprzedawanych singli we Włoszech w tym samym roku) oraz „Legata a un granello di sabbia” (1. miejsce na włoskiej liście przebojów w czerwcu 1961 i 3. miejsce na liście najlepiej sprzedawanych singli we Włoszech w tym samym roku); ten ostatni był pierwszym w historii włoskiego przemysłu fonograficznego singlem, który został sprzedany w liczbie ponad 1 miliona egzemplarzy.
Obok piosenek skomponował również ścieżki dźwiękowe do 69 filmów; do 28 filmów skomponował piosenki, z których pewne wykonał.

## Życiorys

### Początki
Domenico Colarossi ukończył prawo. Zainteresował się filmem studiując w Centro sperimentale di cinematografia i kończąc uczelnię z dyplomem. Po odbyciu służby wojskowej rozpoczął współpracę z wytwórnią RCA jako pianista, zaproponowany przez Franca Migliacciego. Zaczął komponować utwory dla innych wykonawców zaangażowanych przez RCA. Na przełomie lat 50. i 60. jego głosem zainteresował się dyrektor artystyczny RCA Italiana, Vincenzo Micocci oraz piosenkarz Gianni Meccia.

### Lata 60.
W 1960 roku reżyser Francesco Maselli nakręcił film I delfini, zamierzając umieścić na jego ścieżce dźwiękowej piosenkę Paula Anki „Crazy Love”, ale ostatecznie z powodu wygórowanych opłat związanych z prawami autorskimi zdecydował się na utwór „What a Sky”, skomponowany przez Giovanniego Fusco. Jako wykonawca został wybrany Domenico Colarossi, który przybrał wtedy pseudonim artystyczny Nico Fidenco. Film, zaprezentowany na Festiwalu Filmowym w Wenecji, został dobrze przyjęty przez krytyków, ale w kinach nie cieszył się powodzeniem. Nieoczekiwany sukces odniosła natomiast jego ścieżka dźwiękowa. Pochodząca z niej piosenka „What a Sky” została wydana jako singiel zarówno w angielskiej jak i włoskiej wersji językowej („Su nel cielo”). W grudniu 1960 roku zajęła 1. miejsce na włoskiej liście przebojów, a na liście najlepiej sprzedawanych singli we Włoszech w tym samym roku uplasowała się na 9. miejscu stając się znaczącym sukcesem młodego wykonawcy.
Na fali sukcesu Fidenco miał uczestniczyć, wzorem innych cantautori (wykonawców własnych utworów), w Festiwalu w San Remo w 1961 roku z piosenką „Legata ad un granello di sabbia”. Ostatecznie jednak do tego nie doszło. Komisja kwalifikacyjna uznała, iż piosenka nie pasuje do festiwalu i odrzuciła ją. Szefowie wytwórni postanowili jednak lansować ją w programach radiowych. Piosenka okazała się pierwszą w historii włoskiej fonografii, która została sprzedana w liczbie ponad 1 miliona egzemplarzy, a w czerwcu 1961 roku doszła do 1. miejsca na włoskiej liście przebojów zajmując w skali całego roku 3. miejsce na liście najlepiej sprzedawanych singli we Włoszech, za inną piosenką Fidenca, „Il Mondo di Suzie Wong”.
Fidenco nagrał inne utwory w języku angielskim i włoskim, zaczerpnięte ze ścieżek dźwiękowych z popularnych wówczas filmów, takie jak: „Just That Same Old Line” z filmu Dziewczyna z walizką (z udziałem Claudii Cardinale), wspomniany „Il Mondo di Suzie Wong” z filmu Świat Suzie Wong (z Williamem Holdenem), „Exodus” z tytułowego filmu (z Paulem Newmanem), „Moon River” z filmu Śniadanie u Tiffany’ego (z Audrey Hepburn), „L’uomo che non sapeva amare” z filmu Rogate dusze (z udziałem George’a Pepparda) i inne. W latach następnych Fidenco kontynuował śpiewanie piosenek filmowych występując również w programach telewizyjnych. W 1963 roku uczestniczył w konkursie Cantagiro z piosenką „Se mi perderai”, w 1964 roku w konkursie Un disco per l’estate z piosenką „Con te sulla spiaggia”, która stała się jego kolejnym przebojem dochodząc w lipcu do 5. miejsca na włoskiej liście przebojów. W 1965 roku ponownie wystąpił w Cantagiro z piosenką „L’uomo che non sapeva amare” oraz w Un Disco per l’estate z „La voglia di ballare”. Wydany w 1965 roku album Nico Fidenco show cieszył się powodzeniem za granicą, zwłaszcza w Brazylii. W 1967 roku Fidenco zadebiutował na Festiwalu w San Remo wykonując w parze z Cher piosenkę autorstwa Gianniego Mecci „Ma piano (per non svegliarti)”. Występ ten zakończył się niepowodzeniem, co prawdopodobnie przyczyniło się do zmiany wytwórni RCA na Fonit Cetra. Inne jego przeboje z tamtego okresu to: „Se mi perderai”, „Come nasce un amore”, „Goccia di mare”, „Non e' vero” i „Tutta la gente”.

### Lata 70.
Nadejście nowej generacji kompozytorów i nowych mód w latach 70. oznaczało zmierzch idoli poprzedniej dekady. Fidenco zdecydował się śpiewać za granicą (odbył wiele tournée po Brazylii) i prowadzić audycje radiowe. Zaczął ponownie pisać ścieżki dźwiękowe do filmów, zwłaszcza takich gatunków jak spaghetti western (All'ombra di una colt) i film erotyczny (La strana legge del dott. Menga, La ragazzina i Emanuelle nera). Wydał kilka singli. Dekadę zamknął napisaniem ścieżki dźwiękowej do filmu Zombie Holokaust.

### Lata 80. i 90.
Nową dekadę rozpoczął skomponowaniem muzyki do filmu Porno Holocaust Joe D’Amato. Napisał również ścieżki dźwiękowe do kreskówek, takich jak: Hela Superdziewczyna, Don Chuck Castoro, Cyborg i nove supermagnifici, Fantasupermega, Sam il ragazzo del west, Bem il mostro umano. Singiel „Don Chuck il castoro”, pochodzący z kreskówki pod tym samym tytułem, został sprzedany w liczbie 400 tysięcy egzemplarzy.
W latach 80. Fidenco założył również zespół muzyczny Super 4, w którego skład weszli obok niego: Jimmy Fontana, Riccardo Del Turco i Gianni Meccia. Zespół nagrał w 1984 roku album I Super 4, na którym znalazły się wybrane, dawne przeboje jego członków: „Il mondo”, „Legata a un granello di sabbia”, „Il pullover” i „Luglio”. Zespół istniał przez dekadę dokonując nagrań i koncertując w całych Włoszech.

### XXI wiek
W 2002 roku kwartet Super 4 odrodził się wydając album I Super 4: i ragazzi di ieri, na którym znalazły się przeboje z Festiwalu w San Remo. Promocji albumu towarzyszyła trasa koncertowa. W 2010 roku nakładem wytwórni Universal Records ukazał się box set I miei primi 50 anni, zawierający antologię jego dzieł.